# Kazimierz Hoffman
Kazimierz Hoffman (ur. 5 czerwca 1928 w Grudziądzu, zm. 3 marca 2009 w Bydgoszczy) – polski poeta, dziennikarz. 

## Życiorys
Urodził się w rodzinie Leona, zawodowego oficera, i Marii z Buczkowskich. W dzieciństwie mieszkał kolejno w Grudziądzu, Chełmnie, Gdańsku i Bydgoszczy, gdzie uczęszczał do szkoły powszechnej.
W czasie okupacji niemieckiej był posłańcem w firmie DAG w Łęgowie pod Bydgoszczą.
Po wojnie uczęszczał do I Gimnazjum Ogólnokształcącego w Bydgoszczy, w 1948 zdał maturę. Następnie studiował socjologię na Wydziale Filozoficznym Uniwersytetu Poznańskiego, w 1952 uzyskał stopień magistra. 
Debiutował jako poeta w 1951 na łamach dodatku do „Gazety Pomorskiej” pt. „Nowy Tor” (nr 1).
W latach 1953–1981 pracował jako dziennikarz w Oddziale Pomorskim Polskiej Agencji Prasowej w Bydgoszczy (od 1969 jako jego kierownik). Współpracował także z czasopismem „Pomorze” (1955–1972). Od 1981 do przejścia w 1988 na emeryturę pracował jako publicysta w redakcji tygodnika „Fakty”.
Od 1963 był członkiem Związku Literatów Polskich; wchodził w skład zarządu Oddziału Bydgoskiego i był opiekunem Koła Młodych. Należał też do zarządu Oddziału Bydgoskiego Stowarzyszenia Dziennikarzy Polskich. W 1989 został członkiem Stowarzyszenia Pisarzy Polskich i prezesem Oddziału Bydgosko-Toruńskiego SPP.
Mieszkał w Bydgoszczy. Pochowany na cmentarzu św. Wincentego à Paulo (kwatera 8).

## Twórczość
- Trzy piętra domu (Gdańsk 1960)
- Zielony jesteś  (Gdańsk 1964)
- Rousseau (Kraków 1967)
- Drzewo obiecane (Kraków 1971)
- Litera (Wrocław 1977)
- Wiersze wybrane (Gdańsk 1978)
- Powrót (Gdańsk 1982)
- Kamień Moore'a (Bydgoszcz 1982)
- Dwanaście zapisów (1957–1982) (1986)
- Koda (Bydgoszcz 1987)
- Wybór i język (Bydgoszcz 1989)
- Trwająca chwila (Bydgoszcz 1991)
- Przenikanie (1952–1994) (Bydgoszcz 1996)
- Przy obrazie (Bydgoszcz 1998)[4]
- Stary człowiek przed poematem (Bydgoszcz 1999)[5]
- Dziesięć prób tematu: poeta, wiersz (Sopot 2001)
- Kos i inne wiersze (Bydgoszcz 2003)[6]
- Drogą (Sopot 2004)[7]
- A-dur (Sopot 2007)[8]
- Znaki (Bydgoszcz 2008)[9]
- Dziennik (2000–2008),  Oficyna Wydawnicza „Epigram”, Bydgoszcz 2018

## Odznaczenia i nagrody
- Złoty Krzyż Zasługi (1971)
- Odznaka „Zasłużony Działacz Kultury”
- Nagroda literacka Wojewódzkiej Rady Narodowej w Bydgoszczy (1972)
- Nagroda Funduszu Literatury za tom wierszy Dwanaście zapisów (1957–1982) (1986)
- Nagroda Polskiego PEN Clubu za całokształt twórczości poetyckiej (2005)[1]

Źródło:.

## Upamiętnienie
- Od 2020 roku jest przyznawana Nagroda Poetycka im. Kazimierza Hoffmana „KOS” za najlepszy tom poetycki roku[10].
- W 2024 roku podczas III edycji festiwalu World Urban Art wykonany przez Arkadiusza Andrejkowa został monochromatyczny mural z wizerunkiem poety na terenie podległym Kujawsko-Pomorskiemu Centrum Kultury w Bydgoszczy.